# تشارلز بوفير
تشارلز بوفير (بالإنجليزية: Charles Bouvier)‏ (و. 1898 – 1964 م) هو لاعب كرة قدم، من سويسرا، شارك في ألعاب أولمبية شتوية 1936، وزلاجة جماعية في الألعاب الأولمبية الشتوية 1936 – أربعة رجال ‏، يلعب كمُدَافِع، توفي عن عمر يناهز 66 عاماً.

## روابط خارجية
- تشارلز بوفير على موقع قاعدة بيانات كرة القدم.إي يو (الإنجليزية)
- تشارلز بوفير على موقع ناشيونال فوتبول تيمز (الإنجليزية)
- تشارلز بوفير على موقع عالم كرة القدم.نت (الإنجليزية)
- تشارلز بوفير على موقع أوليمبيديا (الإنجليزية)